# Herb gminy Żegocina
Herb gminy Żegocina – jeden z symboli gminy Żegocina, ustanowiony 30 sierpnia 1995.

## Wygląd i symbolika
Herb przedstawia na tarczy w polu czerwonym topór obrócony ostrzem w lewo, nad nim widnieje hełm rycerski, zwieńczony złotą koroną z wbitym w nią ukośnie toporem o rękojeści zwróconej w prawo; herb otaczają biało-czerwone labry. Symbolika herbu związana jest ze Zbigniewem Żegotą, rycerzem i dziedzicem Łąkty Górnej (zwanej wcześniej Łąktą Starą) i Żegociny, który w roku 1293 specjalnym aktem nadał Żegocinę (zwaną też Wolą Żegoty) utworzonej właśnie wtedy przez Biskupa Krakowskiego parafii pw. św. Mikołaja. Herb Topór był znakiem rodowym Zbigniewa Żegoty.